# Giovanni Cernogoraz
Giovanni Cernogoraz (* 27. prosince 1982 Koper) je chorvatský reprezentant ve sportovní střelbě, specialista na trap. Je členem klubu Gord Velika Gorica. Pochází z rodiny istrijských Italů římskokatolického vyznání a má kromě chorvatského také italské občanství. Žije v Novigradu a pracuje v rodinné restauraci.
Při svém debutu na Letních olympijských hrách 2012 získal pro nezávislé Chorvatsko první olympijské vítězství ve střelbě. V kvalifikaci trapu zaznamenal 122 zásahů a postoupil z posledního šestého místa do finále, kde nastřílel 24 bodů. V součtu obou kol tak dosáhl olympijského rekordu 146 bodů stejně jako italský reprezentant Massimo Fabbrizi, kterého v rozstřelu o zlato porazil.
V roce 2002 získal bronzovou medaili na mistrovství světa juniorů, v roce 2013 byl třetí na Středomořských hrách i na mistrovství světa ve sportovní střelbě. Je trojnásobným mistrem Evropy: v roce 2012 vyhrál soutěž jednotlivců i družstev a v roce 2013 byl členem vítězného družstva. Na LOH 2016 obsadil v trapu deváté místo.
V roce 2012 ho časopis Sportske novosti zvolil chorvatským sportovcem roku.